# ساندرا أريناس
ساندرا لورينا أريناس كامبوزانو (بالإسبانية: Sandra Lorena Arenas Campuzano) هي متسابقة مشي طويل كولومبية ولدت في يوم 17 سبتمبر 1993 في مدينة بيريرا في كولومبيا، إختصت بسباقات 10000 و 20000 كلم، وأفضل رقم شخصي لها في سباق 20000 ألف كلم هو 1:30:18 الذي سجلته في تايتشنغ في الصين.

## روابط خارجية
- ساندرا أريناس على موقع الاتحاد الدولي لألعاب القوى (الإنجليزية)
- ساندرا أريناس على موقع اللجنة الأولمبية الدولية (الإنجليزية)
- ساندرا أريناس على موقع أوليمبيديا (الإنجليزية)